# Pierre Trudeau
Joseph Philippe Pierre Yves Elliott Trudeau, noto semplicemente come Pierre Elliott Trudeau o anche abbreviato PET (Montréal, 18 ottobre 1919 – Montréal, 28 settembre 2000), è stato un avvocato e politico canadese.
Importante esponente liberale, già ministro della giustizia sotto Lester B. Pearson, ha approvato l'Omnibus Bill che ha legalizzato il divorzio e depenalizzato l'aborto e l'omosessualità. Fu primo ministro del suo Paese in due riprese, dal 1968 al 1979 e poi dal 1980 al 1984.
Mentre era primo ministro, il Canada ha stabilito relazioni con la Cina comunista nel 1970 e poi con Cuba nel 1976. Fu sempre sotto il suo mandato che fu abolita la pena di morte. Fu lui il principale artefice del rimpatrio della Costituzione del Canada del 1982, evento che ancora oggi suscita polemiche. Pierre Elliott Trudeau ha influenzato fortemente la politica canadese attraverso vari interventi. Il suo carattere sgargiante e intellettuale è servito a migliorare la visibilità del Canada sulla scena mondiale.
Figura carismatica e popolare della storia politica e sociale canadese, conobbe in egual misura elogi e critiche al suo operato pubblico.
Per la sua longevità politica e l'importanza dei cambiamenti che ha attuato, è certamente la figura politica canadese più importante della seconda metà del XX secolo.
È anche un uomo la cui eredità è spesso criticata sul fronte economico, ciò è derivato dal fatto che il deficit delle finanze pubbliche canadesi si è ampliato durante la sua amministrazione.
Suo figlio Justin Trudeau è stato Primo ministro del Canada dal 2015 al 2025.
Tra i più accaniti oppositori del partito indipendentista francofono del Québec, è stato accusato del coinvolgimento in numerosi scandali contro il movimento indipendentista, mentre il suo programma energetico nazionale ha creato forti risentimenti nel Canada occidentale.

## Carriera politica

### Gli inizi
Nato a Montréal da padre franco-canadese, Charles-Émile "Charley" Trudeau, e madre con origini franco-scozzesi, Grace Elliott, Trudeau è cresciuto in una famiglia economicamente benestante: parlava in inglese a scuola e francese a casa. Si iscrisse all'Università di Montréal e lì cominciò a frequentare gli ambienti culturali, unendosi a un gruppo chiamato The Snobs, che si riuniva per bere vino e discutere d'arte e di politica, e opponendosi con decisione alle coscrizione obbligatoria durante la seconda guerra mondiale. La laurea in legge conseguita nel 1943 fu seguita da un master in politica economica ad Harvard. Nei primi anni cinquanta, divenne sostenitore della Federazione Cooperativa del Commonwealth (Co-operative Commonwealth Federation), dalla quale esperienza negli anni a venire nacque il Nuovo Partito Democratico. Sempre negli anni cinquanta, Trudeau fu inserito nella lista nera di coloro a cui era vietato l'ingresso negli Stati Uniti per aver preso parte a una conferenza a Mosca ed aver aderito a diverse pubblicazioni di sinistra. Successivamente, Trudeau fece appello contro tale interdizione e ne ottenne la revoca.
Durante il suo periodo da professore associato di legge all'Università di Montréal, dal 1961 al 1965, le idee politiche di Trudeau si evolsero verso una visione più liberale, a supporto dei diritti individuali, ed egli divenne un oppositore dei movimenti nazionalisti quebecchesi. Trudeau si unì al Partito Liberale del Canada nel 1965, e fu eletto lo stesso anno come membro della Camera dei Comuni nel collegio di Mount Royal, nella zona orientale di Montréal, che rappresentò per quasi vent'anni. Nel 1967, fu nominato Ministro della Giustizia dal primo ministro Lester Pearson. Durante il suo periodo come ministro della giustizia, Trudeau divenne popolare per aver ottenuto l'abrogazione delle leggi contro l'omosessualità dal codice criminale del Canada (celebri, a proposito, le sue parole non c'è posto per lo Stato nella stanza da letto della nazione), nonché per aver legalizzato il divorzio.

### Leader di partito

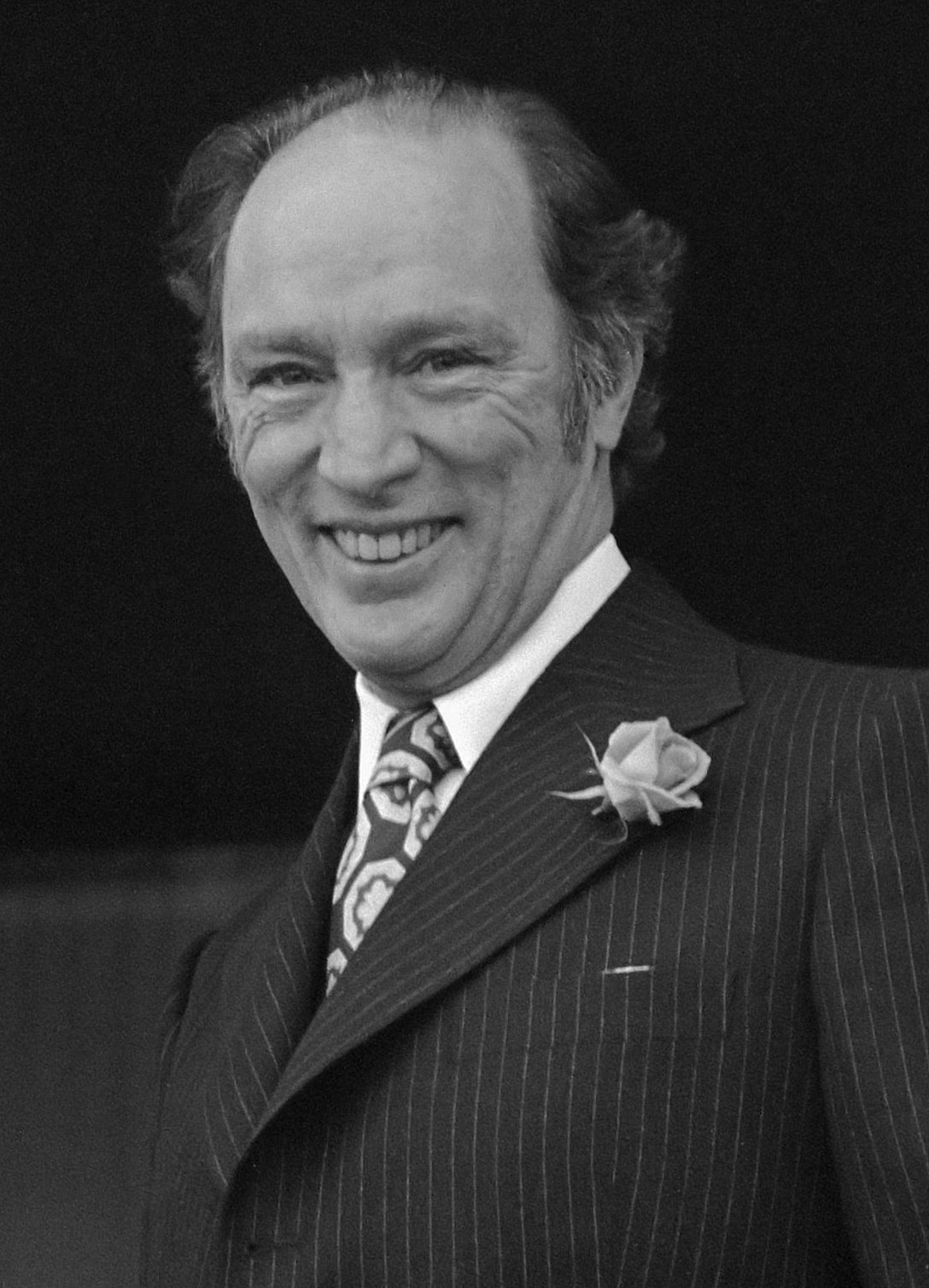
Pierre Trudeau nel 1975

Nel 1967, Lester Pearson annunciò la sua intenzione di lasciare la leadership del Partito Liberale. Conseguentemente, Trudeau decise di candidarsi come nuovo leader in quella che è ancor oggi ritenuta una delle più emozionanti corse alla maggiore carica del principale partito canadese: il congresso liberale del 5 aprile 1968. Considerato un outsider per via del suo recente ingresso nel partito, nonché per le sue idee ritenute radicali dai settori più conservatori del partito, Trudeau riuscì malgrado ciò ad attrarre l'attenzione dei media e guadagnarsi la simpatia dei giovani del partito, che videro la sua candidatura come un'opportunità di svolta generazionale. Una volta arrivati al congresso, Trudeau si dimostrò essere, a sorpresa, in testa ai risultati dopo il primo turno di votazione, e riuscì a mantenere il primo posto fino al quarto turno, quando ottenne il 51% dei voti dei delegati di partito ed essere eletto nuovo leader del Partito Liberale. Trudeau fu proclamato nuovo capo del partito e primo ministro il 20 aprile 1968.
Trudeau decise immediatamente d'indire una nuova elezione federale il 25 giugno, e beneficiò di una notevole ondata di popolarità personale, conosciuta storicamente in Canada come "Trudeaumania", che ne fece un'icona giovanile. Trudeau riuscì a vincere a mani basse l'elezione e a formare un governo liberale di maggioranza. Come primo ministro, difese il servizio sanitario pubblico inaugurato dal predecessore Pearson, che a sua volta aveva attinto a piene mani dall'esperimento del primo ministro neodemocratico del Saskatchewan Tommy Douglas. Uno dei momenti topici della sua esperienza da primo ministro arrivò nel 1970, quando membri del Fronte di Liberazione del Québec (FLQ) rapirono prima il console britannico James Cross, poi il ministro provinciale del Lavoro Pierre Laporte, il quale fu ucciso giorni dopo. Trudeau, sotto minaccia di una deriva terroristica del nazionalismo quebecchese, dichiarò il War Measures Act, che dava al governo poteri larghissimi di arresto e detenzione senza processo. Successivamente, a cinque membri del FLQ fu concesso di riparare a Cuba, ma alla fine tutti i membri del movimento nazionalista quebecchese di estrema sinistra furono arrestati, inclusi coloro che erano fuggiti all'estero, tutti rientrati in Canada negli anni a venire.

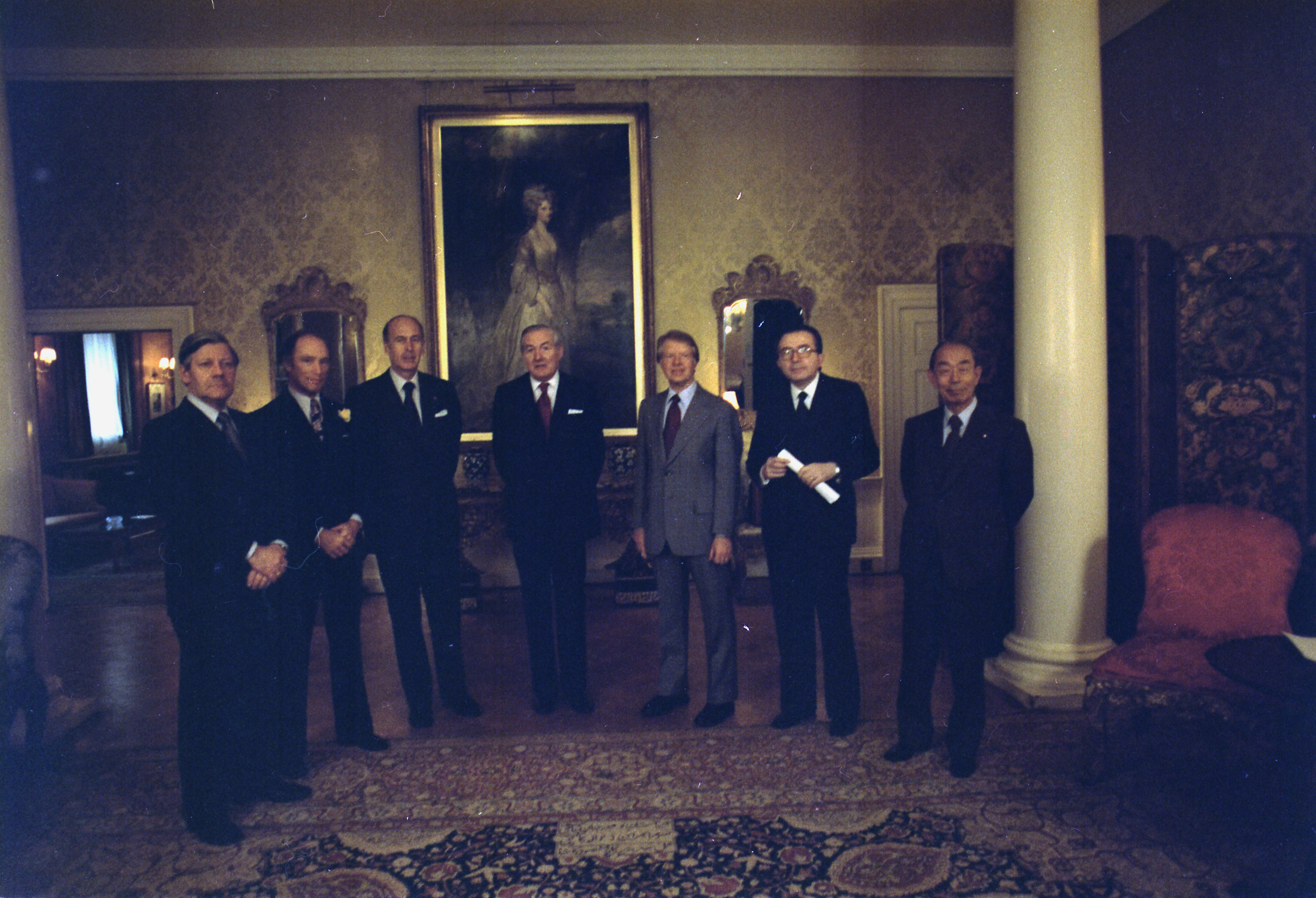
Helmut Schmidt, Pierre Trudeau, Valéry Giscard d'Estaing, James Callaghan, Jimmy Carter, Giulio Andreotti e Takeo Fukuda al summit del G7 nel 1977

Nei primi anni da primo ministro, Trudeau ottenne anche un'implementazione del bilinguismo ufficiale che comprendeva l'offerta di tutti i servizi federali in inglese e francese. Per quanto concerne la politica estera, Trudeau confermò l'affiliazione del Canada alla NATO, ma nel contempo fu il primo leader mondiale occidentale a stabilire relazioni con la Repubblica Popolare Cinese ed andare persino in visita di stato a Pechino, e si dimostrò essere anche buon amico di Fidel Castro e Cuba.
Dopo le elezioni del 1972, il partito liberale di Trudeau si trovò ridotto a un governo di minoranza con l'appoggio esterno del Nuovo Partito Democratico, che spostò le posizioni del governo a sinistra, portando anche alla creazione di Petro-Canada, industria petrolifera pubblica. Sfiduciato nel 1974, Trudeau si ritrovò dopo le elezioni di quell'anno nuovamente a capo di un governo liberale di maggioranza; tuttavia, i risultati non ottimali a livello economico, la crescita del debito pubblico e un calo di popolarità sempre maggiore del primo ministro portarono a una sconfitta elettorale nel 1979 a favore dei conservatori progressisti di Joe Clark, che diedero vita a un governo di minoranza. Tale governo tuttavia non ebbe vita lunga, e già nel 1980 Trudeau, che nel frattempo aveva ritirato le sue dimissioni da leader del partito liberale, riuscì a riconquistare il governo, malgrado il suo Partito Liberale non riuscì a guadagnarsi neppure un seggio nel Canada occidentale (Columbia Britannica, Alberta, Yukon, Saskatchewan). Ciò non diede gran forza a un governo che pure poteva contare su una maggioranza assoluta alla Camera dei comuni, unitariamente a una gestione finanziaria non impeccabile. Nel 1984, la sonora sconfitta dei nazionalisti nel referendum sull'indipendenza del Québec vide il primo ministro in carica sostenere con forza il no alla secessione, poi uscito vincitore col 60% circa dei voti.

Pierre Trudeau e Jimmy Carter nell'Ufficio ovale della Casa Bianca (1977)

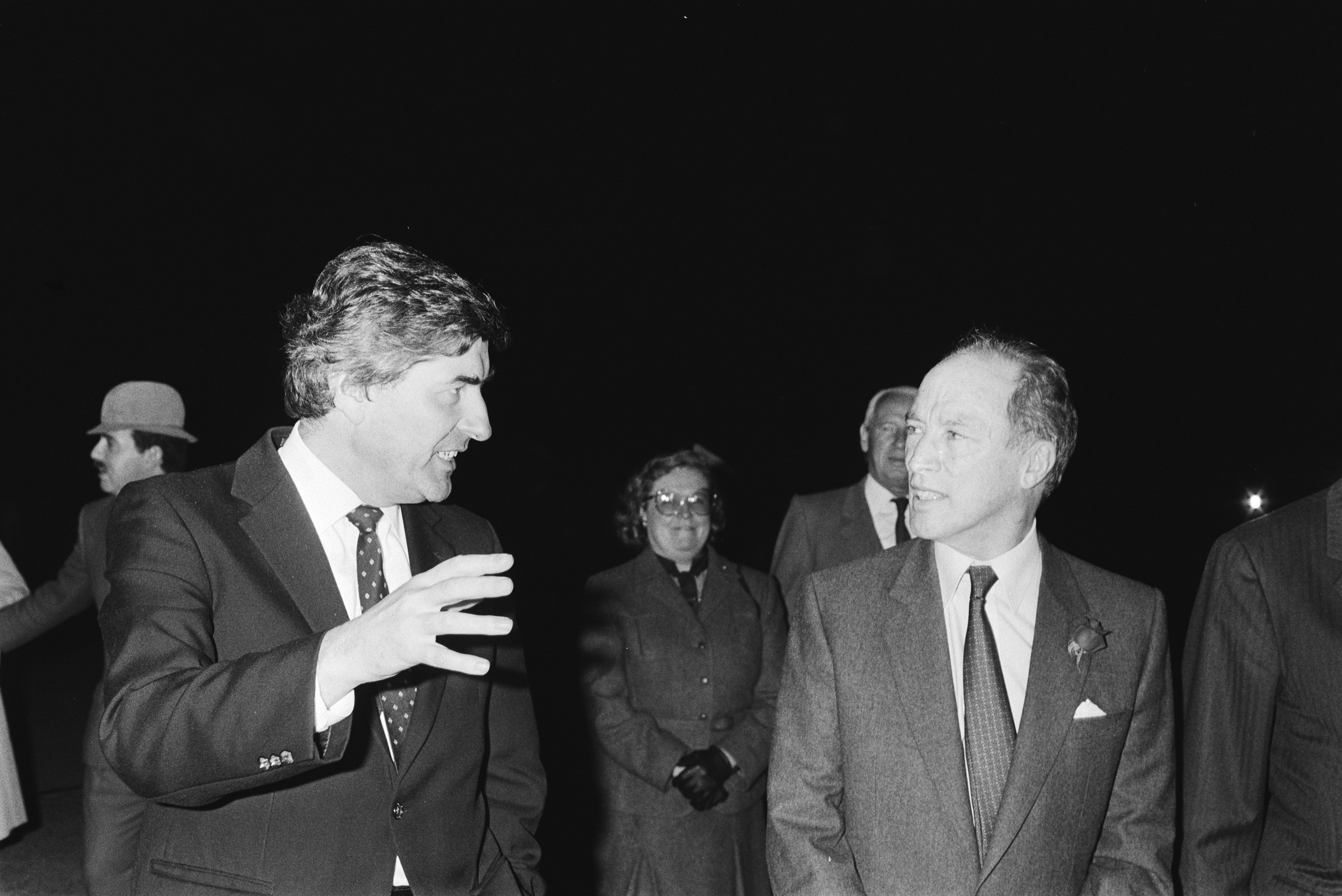
Pierre Trudeau e il premier olandese Ruud Lubbers nel novembre 1983

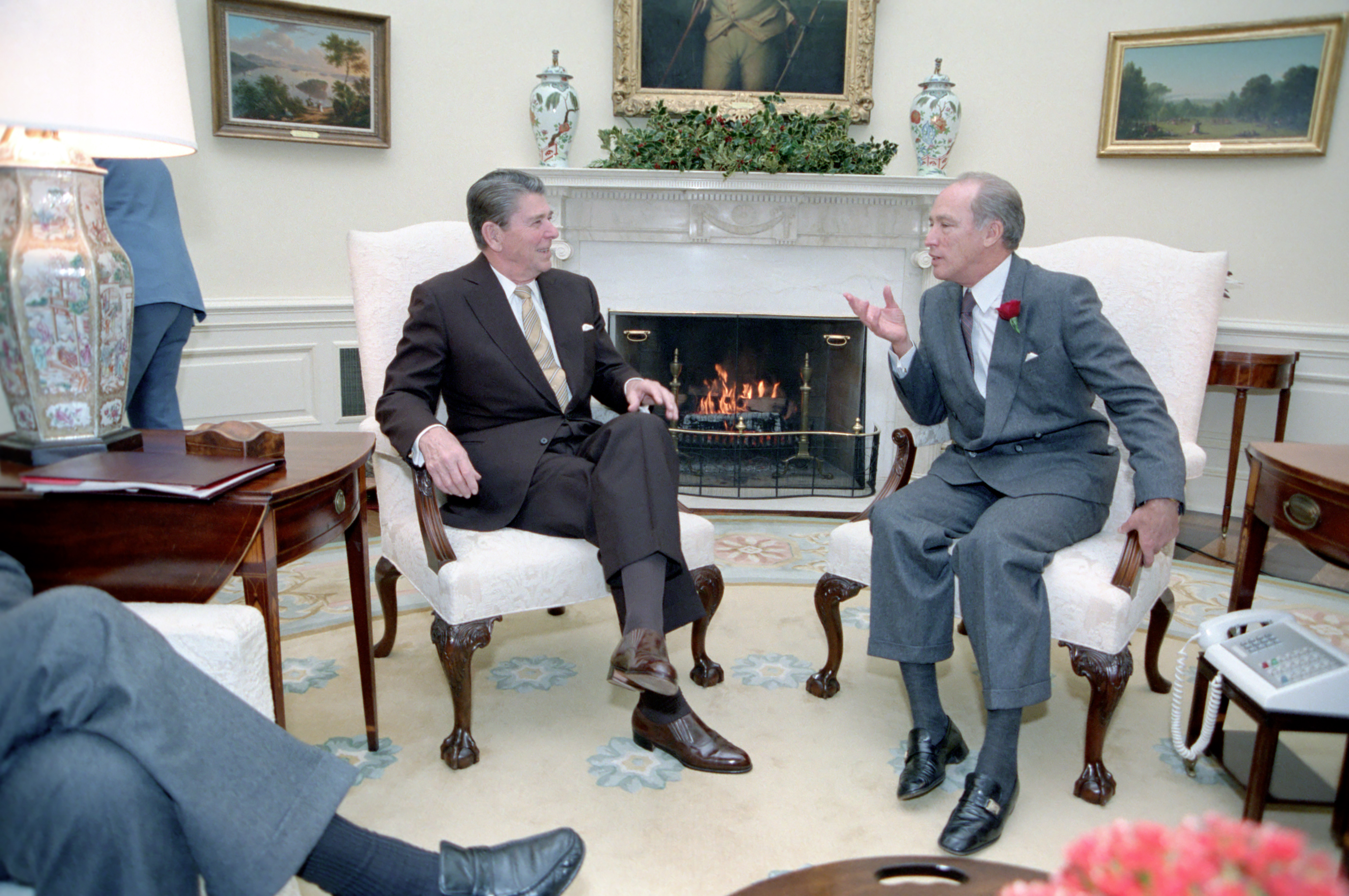
Pierre Trudeau e Ronald Reagan nell'Ufficio ovale della Casa Bianca (1983)

Sempre nel 1984, susseguentemente a un sempre maggiore calo di popolarità, e ai vari sondaggi che unanimemente lo davano perdente sicuro in una successiva elezione federale, Trudeau rassegnò le dimissioni il 29 febbraio. Dopo il 1984, Trudeau intervenne raramente nella situazione politica canadese; i suoi interventi, tuttavia ebbero sempre un impatto significativo, come nel caso dell'opposizione agli accordi di Meech Lake e Charlottetown per emendare la costituzione canadese, sostenendo che essi avrebbero indebolito il federalismo del Paese. Entrambe le proposte uscirono sconfitte: l'una dal voto provinciale del Manitoba, l'altra da un apposito referendum su scala nazionale.

### La "Società giusta"
Uno degli obiettivi politici che più spesso Pierre Trudeau affermava di perseguire era la creazione di una società giusta. Questa formula andava al di là delle politiche contro le discriminazioni delle minoranze, come l'abolizione delle leggi contro l'omosessualità, ma si poneva come obiettivo quello di riformare profondamente tutta la società canadese. Secondo Trudeau, ogni cittadino avrebbe dovuto 'sentirsi canadese' allo stesso modo e avere le stesse opportunità di tutti gli altri, senza che pesassero differenze di tipo linguistico, sessuale, etnico o economico.
Seguendo quest'ideale, Trudeau tentò di fare del Canada uno stato bilingue (oggi nella maggioranza delle scuole del Paese è insegnato sia l'inglese che il francese ma nel 1968 questo accadeva solo dove convivevano i due gruppi linguistici) ma allo stesso tempo anche multiculturale. Da questo punto di vista, fu uno dei primi a capire le prospettive fornite dalla crescente immigrazione e a proporre soluzioni che possono ancora essere considerate valide e che anzi alcuni vorrebbero applicare anche altrove. Trudeau uscì così dalla logica delle "tre solitudini" (riferimento ai rispettivi isolamenti della popolazione anglofona, di quella francofona e della comunità dei Nativi americani), cercando di far accettare tutti in Canada, indipendentemente dall'etnia o dalla religione, e facendo sì che tutti, immigrati e non, potessero sentirsi a casa, mantenendo le loro tradizioni, la religione e l'insegnamento della loro lingua a scuola.
Nel 1976 Trudeau abolì la pena di morte dal Codice penale del Canada. Nel 1980 fece eleggere Jeanne Sauve come prima donna presidente della Camera; sempre lei sarà poi nominata governatrice generale nel 1984, ancora una volta sarà la prima donna a ricoprire quest'incarico.
Fra le misure che miravano all'uguaglianza di tutti i cittadini sarebbe dovuto probabilmente rientrare anche il Foglio bianco, che avrebbe fatto degli Indiani d'America uno dei tanti gruppi etnici del Canada invece che una minoranza particolare, confinata nelle riserve, che ancora reclama dallo Stato canadese parte delle terre che questo le sottrasse nel corso dell'Ottocento. La proposta fallì soprattutto perché venne accolta molto negativamente dalla comunità dei Nativi americani, che videro nel Foglio bianco l'ultimo di tanti tentativi di assimilazione, e quindi di distruzione, della loro cultura.

### La Costituzione e la Carta dei Diritti e delle Libertà
Quando Pierre Trudeau divenne Primo Ministro formalmente l'atto che fondava lo stato canadese, la sua costituzione, era solo una legge approvata dal Parlamento inglese. Nel 1982 Trudeau fece rimpatriare la Costituzione canadese e aggiunse a questo testo, con valore di legge costituzionale, la Carta dei diritti e delle libertà, un documento che tuttora garantisce i principali diritti di tutti i cittadini canadesi, fra cui il diritto d'espressione, il diritto di stampa e la presunzione d'innocenza. Inoltre il rimpatrio della Costituzione era considerato fondamentale da Trudeau perché il Canada si liberasse degli ultimi vincoli che lo legavano al Regno Unito e si affermasse come stato completamente indipendente ed autonomo.
La Carta dei diritti e delle libertà ha, fra le altre cose, permesso che le donne o i gruppi Metìs potessero efficacemente difendere i loro diritti in tribunale, inoltre ha fatto sì che venissero create diverse scuole francesi anche in province tradizionalmente ostili alla minoranza francofona come l'Alberta e il Saskatchewan.

### Ultimi anni e morte
Negli ultimi anni della sua vita, a Trudeau vennero diagnosticati la malattia di Parkinson e un cancro alla prostata. Morì il 28 settembre 2000 a Montréal; gli fu concesso un funerale di stato che divenne uno degli avvenimenti dell'anno in Canada, per via delle proporzioni e dell'emozione derivante da tale evento.

## Critiche
Trudeau fu criticato soprattutto per aver tolto potere alle province per darlo al governo centrale. Egli venne visto come un prodotto del Canada centrale, sostanzialmente l'Ontario e il Québec, e per questo inadatto a capire i problemi delle regioni occidentali o di quelle atlantiche.
Quello che viene considerato oggi l'aspetto più negativo dei governi presieduti da Trudeau è l'enorme debito pubblico che questi accumularono. Quando salì al potere, nel 1968, il debito pubblico era di 18 miliardi di dollari (24% del PIL); quando si dimise il debito era cresciuto fino ai 200 miliardi (44% del PIL). I sostenitori di Trudeau, però, sottolineano come questo fenomeno fosse comune a tutti i Paesi occidentali all'epoca.

## Vita privata
Trudeau fu sposato dal 1971 al 1984 con Margaret Sinclair, di origini irlandesi, che all'epoca del matrimonio aveva appena 22 anni; ciò causò molte polemiche per via della differenza d'età di quasi ventinove anni fra i due.
Durante il loro matrimonio, Trudeau e Sinclair ebbero tre figli: Michel (morto nel 1998, ucciso da una valanga mentre sciava in una zona remota del British Columbia), Justin (anch'egli diventato primo ministro del Canada, carica da lui ricoperta a partire dal 2015) e Sacha, di professione giornalista.
Trudeau ha anche avuto una figlia, Sarah, nata nel 1991 dal secondo matrimonio con Deborah Coyne.

## Impatto sociale
Trudeau è ben conosciuto per aver avuto un notevole impatto sociale sulla società canadese in generale, a partire dal termine Trudeaumania a lui associato dal 1968 per indicare il fenomeno di massa generato dalla sua figura durante i suoi esordi da politico. Questo termine, col suffisso -mania che sembrerebbe forse associarsi meglio a una rockstar piuttosto che a un uomo politico, spiega bene l'esaltazione che visse il Paese nei confronti di quest'uomo. In un periodo di contestazione, gli anni sessanta, e di cambiamento, c'era un Primo Ministro giovane, affascinante, sportivo (era cintura nera di karate) e amico delle celebrità più in vista del momento. Da questo punto di vista Trudeau, almeno all'inizio, rappresentò un punto di completa rottura col vecchio sistema e con la classe politica precedente.
Una frase associata a Trudeau ed entrata nel vocabolario politico canadese, che può aiutare a comprendere meglio il personaggio, è Just watch me (semplicemente guardatemi), usata come risposta a un giornalista della CBC nel 1970, in piena crisi quebecchese, che gli domandava per quanto tempo avrebbe ancora esteso l'uso dell'esercito per limitare e in qualche modo intimidire i terroristi del Fronte di Liberazione del Quebec. Tale frase è tuttora utilizzata di frequente nelle discussioni politiche canadesi.

## Scritti
- Memoirs. Toronto: McClelland & Stewart, 1993. ISBN 0-7710-8588-5
- Towards a just society: the Trudeau years, with Thomas S. Axworthy, (eds.) Markham, Ont.: Viking, 1990.
- The Canadian Way: Shaping Canada's Foreign Policy 1968–1984, with Ivan Head
- Two innocents in Red China. (Deux innocents en Chine rouge), with Jacques Hébert 1960.
- Against the Current: Selected Writings, 1939–1996. (À contre-courant: textes choisis, 1939–1996). Gerard Pelletier (ed)
- The Essential Trudeau. Ron Graham, (ed.) Toronto: McClelland & Stewart, c1998. ISBN 0-7710-8591-5
- The asbestos strike. (Grève de l'amiante), translated by James Boake 1974
- Pierre Trudeau Speaks Out on Meech Lake. Donald J. Johnston, (ed). Toronto: General Paperbacks, 1990. ISBN 0-7736-7244-3
- Approaches to politics. Introd. by Ramsay Cook. Prefatory note by Jacques Hébert. Translated by I. M. Owen. from the French Cheminements de la politique. Toronto: Oxford University Press, 1970. ISBN 0-19-540176-X
- Underwater Man, with Joe MacInnis.  New York:  Dodd, Mead & Company, 1975.  ISBN 0-396-07142-2
- Federalism and the French Canadians. Introd. by John T. Saywell. 1968
- Conversation with Canadians. Foreword by Ivan L. Head. Toronto, Buffalo: University of Toronto Press 1972. ISBN 0-8020-1888-2
- The best of Trudeau. Toronto: Modern Canadian Library. 1972 ISBN 0-919364-08-X
- Lifting the shadow of war. C. David Crenna, editor. Edmonton: Hurtig, c1987. ISBN 0-88830-300-9
- Human rights, federalism and minorities. (Les droits de l'homme, le fédéralisme et les minorités), with Allan Gotlieb and the Canadian Institute of International Affairs